# Хал (суфизм)
Хал (араб. حال‎, мн. ч. ахвал) — в суфизме: чувства радости и тоски, покоя и стеснения, которые входят в сердца духовных «путников» (саликов). У мутазилитов хал — это состояние предмета в определенный момент времени.
Хал исходит от Аллаха и не зависит от усилий или практики самосовершенствования мистика. Хал может наступить в любой момент, а суфий не может отдалить от себя состояние хала, также как он не может сам ввести себя в это состояние. Хал отличается от макама (стоянки) тем, что мистик достигает последнего собственными силами.
Хал порождается Божественным светом, который в результате эманации (истечения) нисходит в душу мистика. Озарение происходит в определенный момент, который является единицей измерения духовного мира. Абу Хамид аль-Газали и Ибн Араби наделяли хал гносеологическим (познавательным) статусом. Ибн Араби также закрепил каждое состояние и стоянку за определенным кутбом (полюсом), который олицетворяет собой данную ступень. Согласно аль-Ансари, мистики, закрепившие своё состояние, достигли «святости».

## Классификация
По мнению ряда исследователей, первым разработчиком классификации хала был Шакик аль-Балхи (ум. в 880 г.), который называл их стоянками, и полагал, что каждая стоянка достигается только озарением свыше. Классификацию хала разрабатывали Зун-Нун аль-Мисри и аль-Харис аль-Мухасиби.
Ас-Саррадж выделил 10 хал:
1. самоконтроль (муракаба);
2. близость (курб);
3. любовь (махаббат);
4. страх (хауф);
5. надежда (раджа);
6. страсть (шаук);
7. задушевность (унс);
8. успокоение (итманина);
9. созерцание (мушахада)[2].

Эти халы образовывали противоположные пары: трезвость — опьянение, трепет — задушевность, сжатие — расширение, отсутствие — свидетельство, уничтожение в Боге — пребывание в нём. Многие из них представляют собой последовательную смену состояния на пути к Аллаху.
Большинство суфиев считали, что хал — это перманентное переживание. Однако позже появилось мнение, что состояние сохраняется до появления следующего и после укрепления может перейти в стоянку.
Выступив против нисхождения статуса состояния до стоянки, аль-Худжвири предложил схему: макам — хал — вакт — тамкин. По мнению аль-Худжвири тамкин (упрочение) противостоит талвину (первоначальной изменчивости хала). После достижения мистиком высшего состояния тамкин приходит на смену изменчивости.